# Louis-Charles Watelin
Louis-Charles Watelin est un archéologue français né le 23 décembre 1874 à Paris 8e et mort le 26 juin 1934 des suites d’une pneumonie lors d’une excursion en Patagonie, au Chili près de Puerto Montt où il est enterré. Spécialiste de la Mésopotamie (fouilles en Irak et Syrie), il a dirigé une expédition sur l’île de Pâques avec Alfred Métraux et Henri Lavachery.
Il fut responsable de la mission Morgan (1900, 1902-1903), de la Délégation scientifique française en Perse (1908), directeur de fouilles pour l'université d'Oxford à Kish, en Irak (1926-1933) et chargé de mission pour le Muséum national d'histoire naturelle afin de procéder à l'étude des inscriptions de l'île de Pâques (mars 1934).
Il est le fils du peintre Louis Victor Watelin.

## Publications
- Notes sur le Mexique, culture du maguey (agave), Paris, A. Challamel, 1900, 53 p. (BNF 31624862)
- Le scandale de la Délégation en Perse, Paris, De Levé, 1908, 20 p. (BNF 31624866)
- Contribution à l'étude des monuments primitifs des îles Baléares, Paris, E. Leroux, 1909, 18 p. (BNF 31624860)
- Les Nuraghes de Sardaigne, Paris, E. Leroux, 1911, 10 p. (BNF 31624863)
- La Perse immobile, ses paysages inconnus, ses villes délaissées, Paris, Chapelot, 1921, 190 p. (BNF 31624865)
- La Lampe dans la Mosquée, Paris, L. Rouart et J. Watelin, 1921, 62 p. (Recueil de poèmes tiré à 125 ex. numérotés sur Vergé d'Arches).
- Rapport sur les fouilles de Kish, Paris, 1929, 13 p. (BNF 39451470)
- Louis-Charles Watelin et Stephen Herbert Langdon, Excavations at Kish, vol. III, Paris, P. Geuthner, 1930-1934 (BNF 32345634)
- Observations nouvelles sur les Kudurru, Paris, P. Geuthner, 1933, 22 p. (BNF 31624864)